# 板桥镇 (南漳县)
板桥镇，是中华人民共和国湖北省襄阳市南漳县下辖的一个乡镇级行政单位。

## 行政区划
板桥镇下辖以下地区：
新集村、冯家湾村、晏山村、九龙观村、河口村、青龙寨村、任家庄村、木桥村、龙淌村、樊家河村、白云庵村、断河坪村、雷坪村、灵观垭村、古井村、老湾村、甘沟村、董家台村、竹坪村、天鹅池村、宋家坪村和双龙寺村。